# 饰圈兜跳蛛
饰圈兜跳蛛（学名：Ptocasius vittatus）为跳蛛科兜跳蛛属的动物。在中国大陆，分布于海南等地。该物种的模式产地在海南尖峰岭。